# Святослав (князь липовицький)
Святосла́в (уб.1290) — князь липовицький, нащадок рильського князя Мстислава Святославича.
Липовицьке князівство існувало короткий період, і точне місце його знаходження невідоме; у всякому разі, воно не має нічого спільного з сучасним Липецьком, бо відкололося від Чернігівського князівства. Частіше за все місто Липовичск (Липовицьк) асоціюють з кількома городищами у Курській області.
У 1283/1289 Святослав разом з Олегом, князем рильським і воргольським, почав війну проти Ахмата, курського баскака. У 1284 (чи пізніше) темник Ногай відправив армію, що розорила князівство.
Наступного року Святослав убив посла Ахмата, після чого незадоволений цим Олег вступив у союз із татарами та розпочав війну проти колишнього союзника. В результаті Святослав загинув, а князем став його брат Олександр. Щоб помститися за смерть брата, Олександр вбив Олега разом з двома його синами.